# Premier Division 2023 (Irlanda)
La League of Ireland Premier Division 2023 è stata la 103ª edizione della massima serie del campionato irlandese di calcio, iniziata il 17 febbraio, e terminata il 3 novembre seguente.  Lo Shamrock Rovers è la squadra campione in carica, che si è confermata campione anche nella corrente stagione per la sua 21ª volta nella sua storia, la quarta consecutiva.

## Stagione

### Novità
Dalla Premier Division 2022 è stata retrocessa in First Division Finn Harps, mentre dalla First Division 2022 è stata promossa il Cork City.

### Formula
Le 10 squadre partecipanti si affrontano in un girone all'italiana con doppie partite di andata e ritorno per un totale di 36 giornate. La squadra prima classificata è dichiarata campione d'Irlanda ed ammessa al primo turno di qualificazione della UEFA Champions League 2024-2025. La seconda e la terza classificata vengono ammesse al primo turno di qualificazione della UEFA Europa Conference League 2024-2025. Se la squadra vincitrice della FAI Cup, ammessa al primo turno di qualificazione della UEFA Europa Conference League 2024-2025, si classifica al secondo o terzo posto, l'accesso al primo turno di Europa Conference va a scalare. La nona classificata viene ammessa allo spareggio promozione/retrocessione contro la vincente degli spareggi di First Division. La decima classificata viene retrocessa in First Division.

## Squadre partecipanti
| Club            | Città                  | Stadio           | Stagione precedente          |
| --------------- | ---------------------- | ---------------- | ---------------------------- |
| Bohemians       | Dublino (Phibsborough) | Dalymount Park   | 6º posto in Premier Division |
| Cork City       | Cork                   | Turners Cross    | 1º posto in First Division   |
| Derry City      | Derry                  | Brandywell       | 2º posto in Premier Division |
| Drogheda Utd    | Drogheda               | United Park      | 8º posto in Premier Division |
| Dundalk         | Dundalk                | Oriel Park       | 3º posto in Premier Division |
| Shamrock Rovers | Dublino (Tallaght)     | Tallaght Stadium | Campione d'Irlanda           |
| Shelbourne      | Dublino (Drumcondra)   | Tolka Park       | 7º posto in Premier Division |
| Sligo Rovers    | Sligo                  | Showgrounds      | 5º posto in Premier Division |
| St Patrick's    | Dublino (Inchicore)    | Richmond Park    | 4º posto in Premier Division |
| UCD             | Dublino (Belfield)     | UCD Bowl         | 9º posto in Premier Division |

## Classifica
Aggiornata al 10 novembre 2023
|  | Pos. | Squadra         | Pt | G  | V  | N  | P  | GF | GS | DR  |
|  | ---- | --------------- | -- | -- | -- | -- | -- | -- | -- | --- |
|  | 1.   | Shamrock Rovers | 72 | 36 | 20 | 12 | 4  | 67 | 27 | +40 |
|  | 2.   | Derry City      | 65 | 36 | 18 | 11 | 7  | 57 | 24 | +33 |
|  | 3.   | St Patrick's    | 62 | 36 | 19 | 5  | 12 | 59 | 42 | +17 |
|  | 4.   | Shelbourne      | 60 | 36 | 15 | 15 | 6  | 44 | 27 | +17 |
|  | 5.   | Dundalk         | 58 | 36 | 17 | 7  | 12 | 59 | 44 | +15 |
|  | 6.   | Bohemians       | 58 | 36 | 16 | 10 | 10 | 53 | 40 | +13 |
|  | 7.   | Drogheda Utd    | 41 | 36 | 10 | 11 | 15 | 40 | 54 | -14 |
|  | 8.   | Sligo Rovers    | 37 | 36 | 10 | 7  | 19 | 36 | 51 | -15 |
|  | 9.   | Cork City       | 31 | 36 | 8  | 7  | 21 | 35 | 64 | -29 |
|  | 10.  | UCD             | 11 | 36 | 2  | 5  | 29 | 19 | 96 | -77 |

Legenda:
      Campione d'Irlanda e ammessa al primo turno di qualificazione della UEFA Champions League 2024-2025
      Ammesse al primo turno di qualificazione della UEFA Europa Conference League 2024-2025
 Ammesso allo spareggio retrocessione-promozione
      Retrocessa in First Division 2024
Note:
Tre punti a vittoria, uno a pareggio, zero a sconfitta.
La classifica viene stilata secondo i seguenti criteri:
- Punti conquistati
- Differenza reti generale
- Reti totali realizzate

## Risultati
Aggiornata al 7 luglio 2023

### Partite (1-18)
|                 | Boh  | Cor  | Der  | Dro  | Dun  | Sha  | She  | Sli  | StP  | UCD  |
| --------------- | ---- | ---- | ---- | ---- | ---- | ---- | ---- | ---- | ---- | ---- |
| Bohemians       | ---- | 5-0  | 0-1  | 3-1  | 2-1  | 0-2  | 0-0  | 2-0  | 2-3  | 2-1  |
| Cork City       | 1-2  | ---- | 1-3  | 1-1  | 1-0  | 1-0  | 0-2  | 1-0  | 2-3  | 4-0  |
| Derry City      | 0-1  | 2-0  | –––– | 0-1  | 0-0  | 0-2  | 0-0  | 1-1  | 2-0  | 4-1  |
| Drogheda Utd    | 0-2  | 0-1  | 0-1  | –––– | 0-1  | 1-1  | 1-1  | 1-0  | 1-3  | 3-1  |
| Dundalk         | 2-2  | 2-1  | 2-2  | 3-2  | –––– | 0-4  | 2-1  | 1-2  | 5-0  | 1-1  |
| Shamrock Rovers | 2-0  | 4-4  | 1-2  | 1-2  | 2-0  | –––– | 2-2  | 2-1  | 2-2  | 3-0  |
| Shelbourne      | 1-0  | 2-1  | 0-1  | 0-0  | 1-1  | 0-0  | –––– | 2-1  | 0-1  | 2-0  |
| Sligo Rovers    | 0-1  | 2-2  | 1-0  | 1-1  | 0-1  | 1-1  | 0-3  | –––– | 2-1  | 2-2  |
| St Patrick's    | 0-2  | 4-0  | 1-1  | 3-0  | 2-1  | 0-2  | 1-0  | 0-1  | –––– | 2-0  |
| UCD             | 1-1  | 0-2  | 0-2  | 2-2  | 0-0  | 0-3  | 0-0  | 2-3  | 1-3  | –––– |

### Partite (19-36)
|                 | Boh  | Cor  | Der  | Dro  | Dun  | Sha  | She  | Sli  | StP  | UCD  |
| --------------- | ---- | ---- | ---- | ---- | ---- | ---- | ---- | ---- | ---- | ---- |
| Bohemians       | –––– | -    | -    | -    | 3-2  | 2-2  | -    | -    | -    | -    |
| Cork City       | 2-1  | –––– | -    | 1-1  | 1-2  | -    | -    | -    | -    | -    |
| Derry City      | 0-0  | 2-0  | –––– | -    | 3-0  | -    | -    | 2-1  | -    | -    |
| Drogheda Utd    | -    | -    | -    | –––– | 1-2  | 0-0  | -    | -    | 2-1  | -    |
| Dundalk         | -    | -    | -    | -    | –––– | 2-0  | -    | -    | 1-0  | 4-1  |
| Shamrock Rovers | -    | -    | 1-0  | -    | -    | –––– | -    | -    | 3-2  | 4-0  |
| Shelbourne      | -    | -    | 1-1  | 3-2  | -    | -    | –––– | 1-1  | -    | -    |
| Sligo Rovers    | 3-1  | -    | -    | -    | -    | 0-3  | -    | –––– | -    | -    |
| St Patrick's    | -    | 1-1  | 4-1  | -    | -    | -    | 1-0  | -    | –––– | 7-0  |
| UCD             | -    | -    | -    | -    | -    | -    | 0-4  | 2-1  | -    | –––– |

## Statistiche

### Squadre

#### Capoliste solitarie
|     | ——  | ——         | ——         | ——       | ——       | ——       | ——       | ——       | ——       | ——       | ——       | ——       | ——       | ——  | ——         | ——         | ——              | ——              | ——              | ——              | ——              | ——              | ——              | ——              | ——              | ——              | ——              | ——              | ——              | ——              | ——              | ——              | ——              | ——              | ——              | —— |  |
| Boh | Boh | Derry City | Derry City | Bohemian | Bohemian | Bohemian | Bohemian | Bohemian | Bohemian | Bohemian | Bohemian | Bohemian | Bohemian | Sha | Derry City | Derry City | Shamrock Rovers | Shamrock Rovers | Shamrock Rovers | Shamrock Rovers | Shamrock Rovers | Shamrock Rovers | Shamrock Rovers | Shamrock Rovers | Shamrock Rovers | Shamrock Rovers | Shamrock Rovers | Shamrock Rovers | Shamrock Rovers | Shamrock Rovers | Shamrock Rovers | Shamrock Rovers | Shamrock Rovers | Shamrock Rovers | Shamrock Rovers |    |  |
|     |     |            |            |          |          |          |          |          |          |          |          |          |          |     |            |            |                 |                 |                 |                 |                 |                 |                 |                 |                 |                 |                 |                 |                 |                 |                 |                 |                 |                 |                 |    |  |
|     |     |            |            |          |          |          |          |          |          |          |          |          |          |     |            |            |                 |                 |                 |                 |                 |                 |                 |                 |                 |                 |                 |                 |                 |                 |                 |                 |                 |                 |                 |    |  |
| 1ª  | 2ª  | 3ª         | 4ª         | 5ª       | 6ª       | 7ª       | 8ª       | 9ª       | 10ª      | 11ª      | 12ª      | 13ª      | 14ª      | 15ª | 16ª        | 17ª        | 18ª             | 19ª             | 20ª             | 21ª             | 22ª             | 23ª             | 24ª             | 25ª             | 26ª             | 27ª             | 28ª             | 29ª             | 30ª             | 31ª             | 32ª             | 33ª             | 34ª             | 35ª             | 36ª             |    |  |

### Individuali

#### Classifica marcatori
| Gol |  |  | Giocatore       | Squadra         |
| --- |  |  | --------------- | --------------- |
| 11  |  |  | Chris Forrester | St Patrick's    |
| 10  |  |  | Max Mata        | Sligo Rovers    |
| 10  |  |  | Patrick Hoban   | Dundalk         |
| 8   |  |  | Freddie Draper  | Drogheda United |
| 8   |  |  | Rory Gaffney    | Shamrock Rovers |
| 8   |  |  | Ruairi Keating  | Cork City       |
| 7   |  |  | Graham Burke    | Shamrock Rovers |